# 聖嘉勒小學
聖嘉勒小學（英語：St. Clare's Primary School）是位處於香港中西區半山般咸道的一所全日制私立小學，主要教學語言為英文。另外亦有教授中文、法文及普通話。學校是一所天主教的女校，創校於1927年，校訓是「真理必勝」，辦學團體是天神之后傳教女修會。
聖嘉勒小學的直屬中學是位於摩星嶺的聖嘉勒女書院。

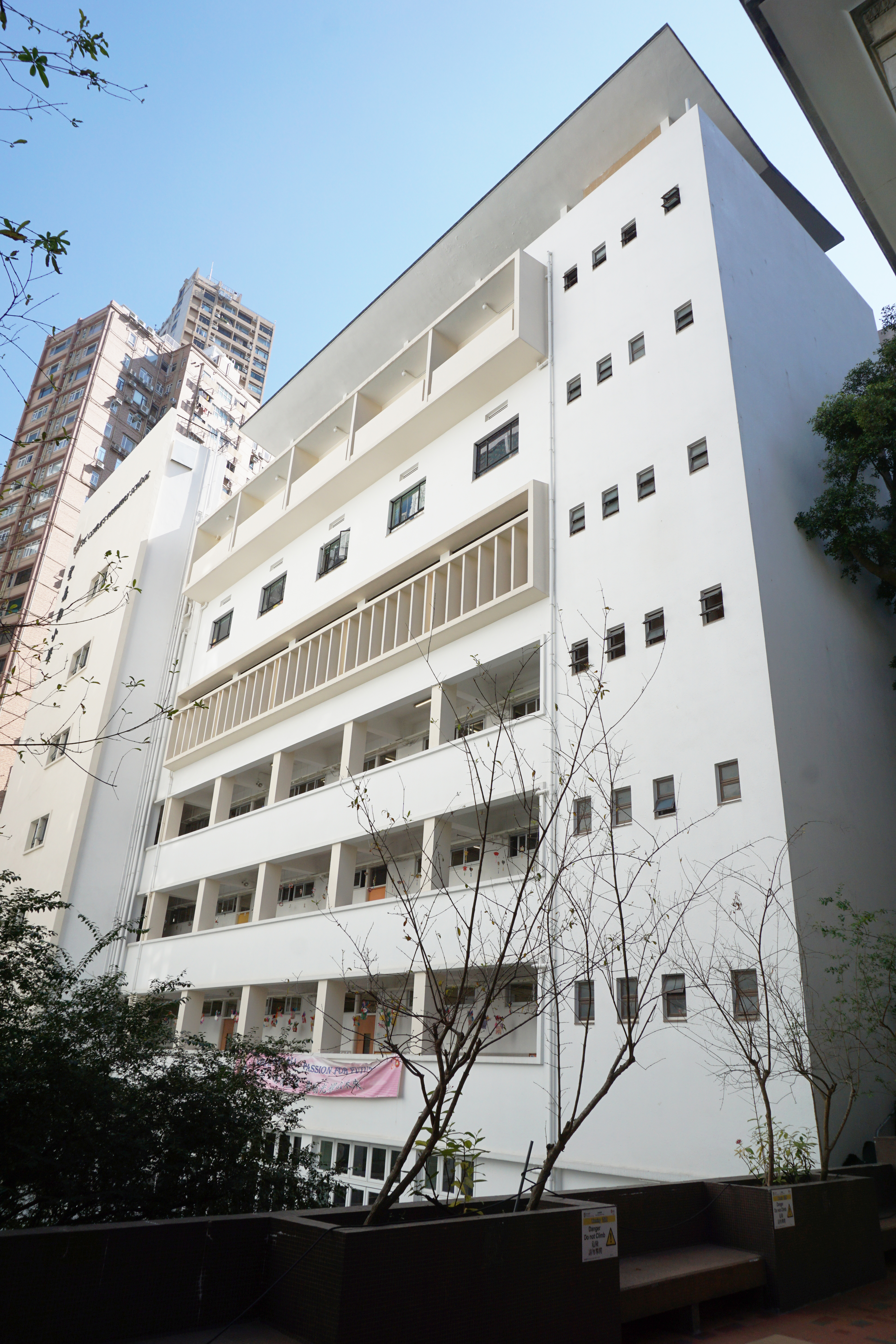
校舍正面
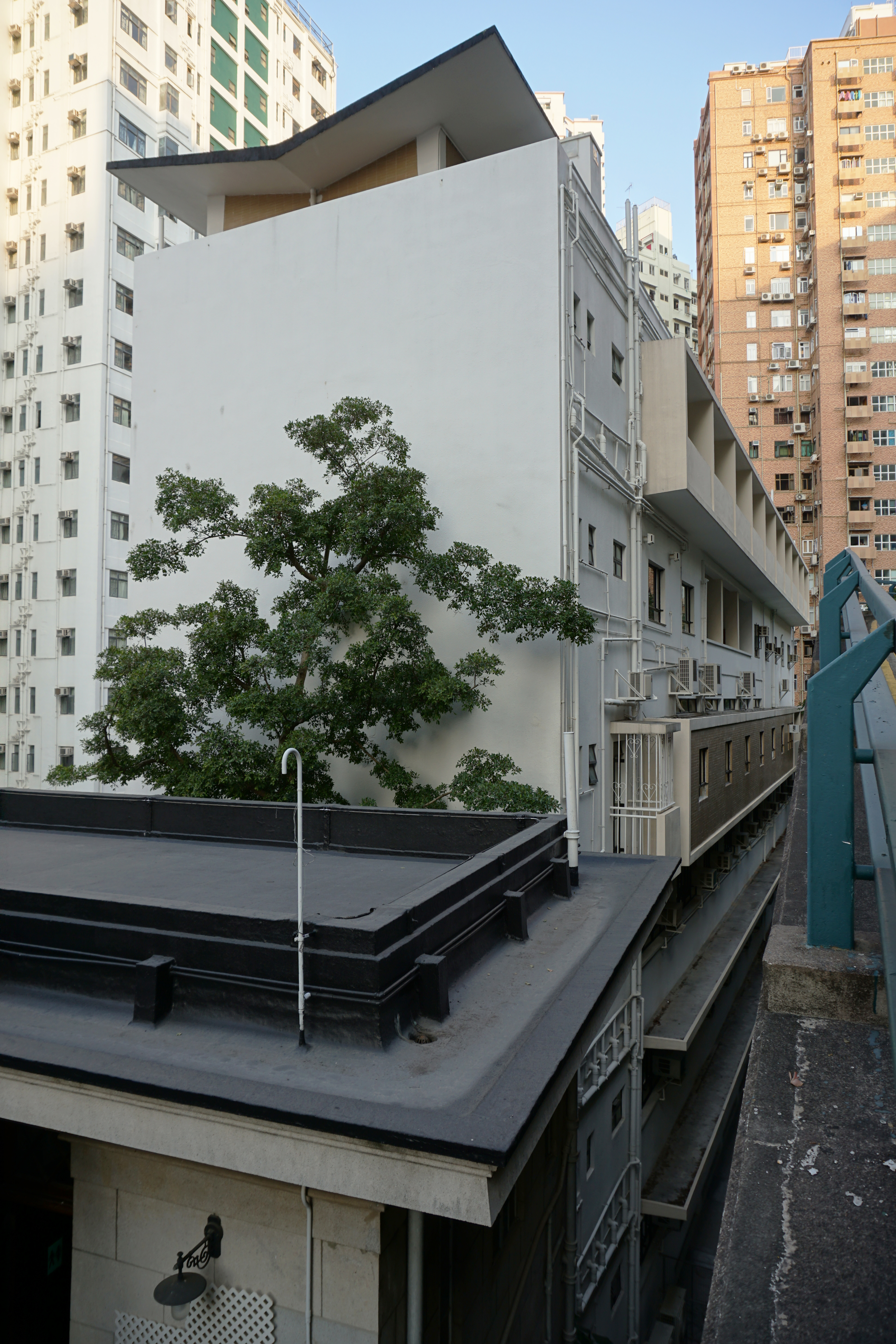
校舍背面
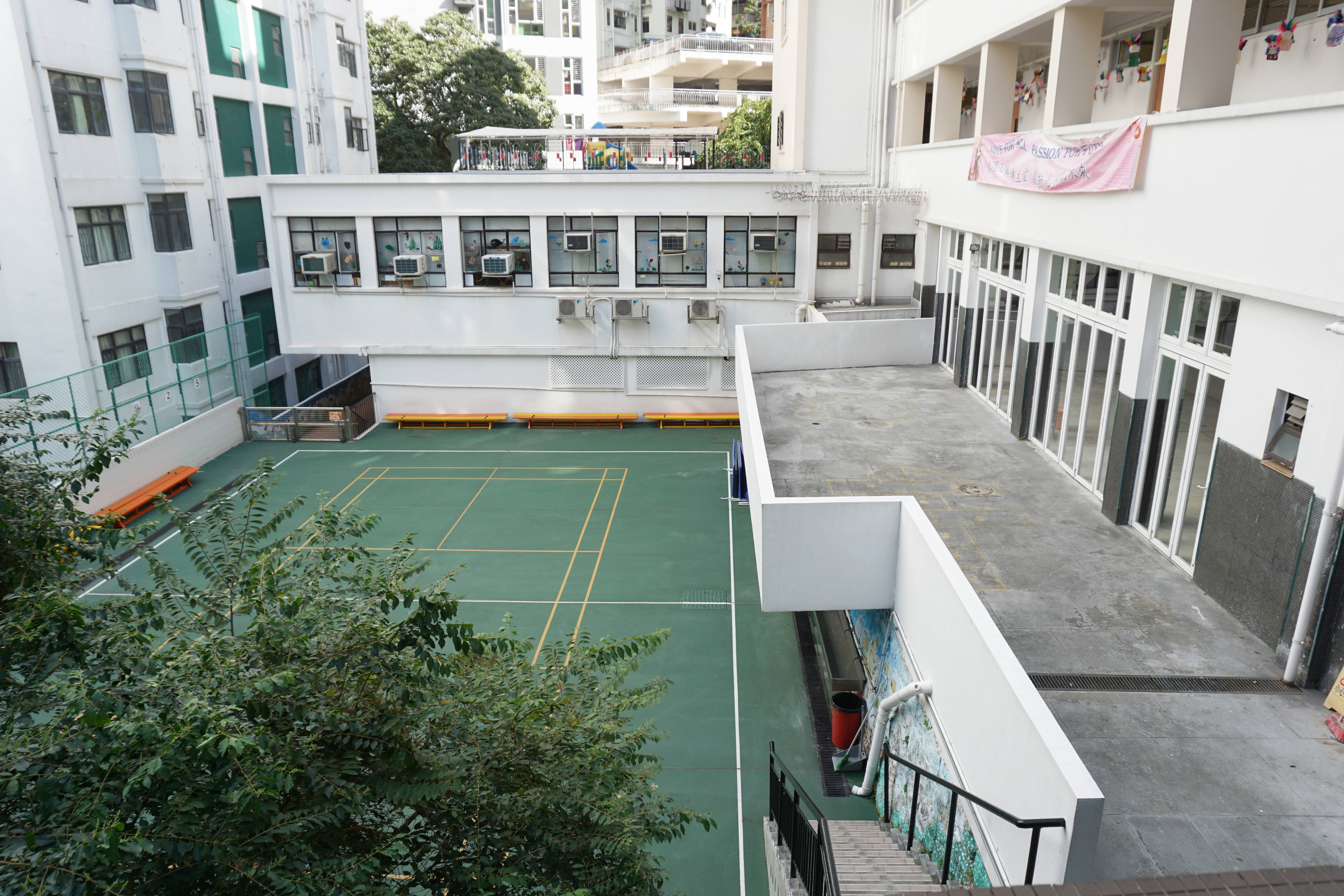
操場及羽毛球場